# ماركوس أتيوس
ماركوس أتيوس بالبوس (105 – 51 ق. م) كان روماني عاش في القرن الأول قبل الميلاد حيث شغل منصب بريتور في 62 ق.م وأصبح حاكماً لسردينيا.

## روابط خارجية
- Coinage of Balbus